# 116 av. J.-C.
Cette page concerne l'année 116 av. J.-C. du calendrier julien proleptique.

## Événements
- 25 août 117 av. J.-C. (1er janvier 638 du calendrier romain) : début à Rome du consulat de Quintus Fabius Maximus Eburnus et Caius Licinius Geta[1].

- 28 juin : mort de Ptolémée VIII Évergète II, roi d’Égypte[2].
  - Fin de l’unité de l’empire Lagide. Ptolémée Apion, fils naturel de Ptolémée VIII Évergète II (le maigre), obtient la Cyrénaïque (fin de règne en 96 av. J.-C.). Le jeune frère de Ptolémée IX Sôter II, Ptolémée X Alexandre Ier, devient gouverneur de Chypre, puis roi à partir de 114/113. L’aîné Ptolémée IX Sôter II épouse successivement deux de ses sœurs ; mais sa mère Cléopâtre III, qui préfère son frère cadet, Ptolémée Alexandre, intrigue contre lui et il est contraint de fuir à l’étranger en 107 av. J.-C.[3]

- Le roi de Numidie Adherbal se rend à Rome pour demander l'arbitrage du Sénat dans son conflit avec son cousin Jugurtha ; ce dernier corrompt les sénateurs qui décident la division du royaume entre les deux hommes et envoient une commission pour l'appliquer[4].
- Début du règne d'Ariarathe VII, roi de Cappadoce (fin en 101 av. J.-C.)[5].

## Naissances en 116 av. J.-C.
- Varron (Marcus Terentius Varro), savant, écrivain et homme politique romain.
- Marcus Terentius Varro Lucullus, homme politique romain.

## Décès en 116 av. J.-C.
- 28 juin : Ptolémée VIII Évergète II
- Cléopâtre II.